# Ecnomus blythi
Ecnomus blythi là một loài Trichoptera trong họ Ecnomidae. Chúng phân bố ở miền Australasia.